# Põikva
Põikva – wieś w Estonii, w prowincji Järva, w gminie Türi.